# آتال (آستراخان)
آتال (به لاتین: Atal) یک منطقهٔ مسکونی در روسیه است که در استان آستراخان واقع شده‌است.